# Лисов, Иван Иванович
Иван Иванович Ли́сов (13 [26] мая 1912 или 25 мая 1912, Витебск — 17 октября 1997, Москва) — советский военный деятель, генерал-лейтенант Советской армии. Заместитель командующего ВДВ СССР (1964—1975). Начальник воздушно-десантной службы ВДВ (1957—1975). Кандидат исторических наук (1972).
Внёс значительный вклад в развитие и становление учебно-методической базы Воздушно-десантных войск и войск специального назначения, стоял у истоков создания принципиально новой системы боевой подготовки десантников. Организатор развития и внедрения массового парашютного спорта и спортивного ориентирования в Советском Союзе.

## Биография
С именем генерала Ивана Ивановича Лисова связана целая эпоха в Воздушно-десантных войсках. Лисов пришёл в Воздушно-десантные войска ещё в 1930-е годы, когда «авиадесантные отряды» были на стадии формирования. Прыгал с парашютом конструкции системы Гроховского, а также с крыльев бомбардировщика ТБ-3. Лично знал пионеров советского десанта — Леонида Минова и Якова Мошковского. Когда уходил в запас, аббревиатура ВДВ уже расшифровывалась как «Войска Дяди Васи» — в честь его командира и соратника Василия Филипповича Маргелова. В памяти советских десантников генерал Лисов остался как заместитель командующего ВДВ Василия Маргелова (а с ноября 1957 года вплоть до своего увольнения в запас в январе 1975 года он являлся начальником воздушно-десантной службы ВДВ) — их тандем, вероятно, был наиболее плодотворным в истории советских Воздушно-десантных войск. Будучи бесконечно преданным своему делу, Иван Иванович Лисов поднял воздушно-десантную подготовку на качественно новый уровень. В этом деле он умело использовал личный пример, к 1962 году среди всех генералов-десантников имея рекордное количество прыжков с парашютом — 380. В 1967 году генерал-лейтенант Лисов внёс предложение ввести для десантников новый головной убор — голубой берет (до этого десантники носили берет малинового цвета). Инициатива встретила горячее одобрение со стороны В. Ф. Маргелова, и по сегодняшний день десантники носят берет небесно-голубого цвета.
После занятия Лисовым должности начальника воздушно-десантной службы ВДВ результаты советских спортсменов-парашютистов и испытателей парашютной техники резко пошли в гору. Беспрецедентные успехи советской парашютной сборной в парашютном спорте вынудили командование Армии США создать парашютную команду «Золотые рыцари» только и исключительно для того, чтобы составить хоть какую-нибудь конкуренцию советским десантникам на международных парашютных соревнованиях. Во многих официальных изданиях Департамента армии США открыто и без обиняков признаётся, что тон в мировом парашютном спорте задавал тогда Советский Союз.
Будучи кандидатом исторических наук и автором многих книг, фильмов о десантниках, почётным президентом парашютного комитета Международной авиационной федерации, мастером парашютного спорта СССР, судьёй всесоюзной и международной категории, и после ухода в отставку Иван Иванович Лисов продолжал быть одним из наиболее активных наставников советской молодёжи, продолжая увековечивать подвиги героев-десантников. Именно он возглавлял военную кафедру Высшей комсомольской школы при ЦК ВЛКСМ и был главным консультантом военно-спортивных игр молодёжи, а также лично курировал всё военно-патриотическое движение в России.
Скончался 17 октября 1997 года. Похоронен на Востряковском кладбище Москвы (участок 117).

## Вехи военной службы
| С какого и по какое время | С какого и по какое время | Наименование занимаемой должности                                                               |
| ------------------------- | ------------------------- | ----------------------------------------------------------------------------------------------- |
| октябрь 1929              | март 1932                 | Курсант                                                                                         |
| март 1932                 | апрель 1935               | Командир пулемётного взвода                                                                     |
| апрель 1935               | июнь 1938                 | Командир пулемётной роты                                                                        |
| июнь 1938                 | ноябрь 1938               | Начальник штаба батальона                                                                       |
| ноябрь 1938               | май 1939                  | Командир батальона                                                                              |
| май 1939                  | сентябрь 1941             | Слушатель высших офицерских курсов                                                              |
| сентябрь 1941             | ноябрь 1941               | Помощник начальника разведотдела                                                                |
| ноябрь 1941               | январь 1943               | Начальник учебного отдела ― заместитель начальника училища                                      |
| январь 1943               | сентябрь 1943             | Начальник учебного отдела воздушно-десантного училища Красной Армии                             |
| сентябрь 1943             | май 1946                  | Начальник штаба 300 гсп/вдп                                                                     |
| май 1946                  | июнь 1946                 | Старший офицер по оперативной подготовке                                                        |
| июнь 1946                 | сентябрь 1946             | Начальник штаба                                                                                 |
| сентябрь 1946             | ноябрь 1947               | Начальник учебного отдела                                                                       |
| ноябрь 1947               | февраль 1949              | Заместитель начальника оперативного отдела                                                      |
| февраль 1949              | декабрь 1949              | Начальник оперативного отдела                                                                   |
| декабрь 1949              | декабрь 1951              | Слушатель военной академии                                                                      |
| декабрь 1951              | май 1953                  | Начальник военно-научного отдела ― начальник штаба по военно-научной работе                     |
| май 1953                  | октябрь 1953              | Начальник группы уставной и редакционно-издательской                                            |
| октябрь 1953              | ноябрь 1953               | Начальник группы по разработке уставов, наставлений и редакционно-издательской работы штаба ВДВ |
| ноябрь 1953               | февраль 1955              | Начальник отдела управления ВДВ                                                                 |
| февраль 1955              | ноябрь 1957               | Начальник оперативного отдела ― помощник начальника штаба ВДВ                                   |
| ноябрь 1957               | декабрь 1957              | Начальник парашютно-десантной службы ВДВ                                                        |
| декабрь 1957              | декабрь 1964              | Начальник воздушно-десантной службы ВДВ                                                         |
| декабрь 1964              | январь 1975               | Заместитель командующего ВДВ ― начальник воздушно-десантной службы ВДВ                          |

## Награды и звания
- Орден Ленина (10.08.1967)
- Орден Красного Знамени (15.11.1950, 16.12.1972)
- Орден Красной Звезды (19.06.1943, 03.11.1944, 31.07.1961, 10.08.1967)
- Орден Отечественной войны I степени (03.08.1944)
- Медаль «За победу над Германией в Великой Отечественной войне 1941—1945 гг.» (09.05.1945)
- Почётный гражданин города Лодейное Поле[8].

## Память
- В Витебске есть памятник Десантникам всех поколений, где выбиты два барельефа — В. Маргелова и его заместителя И. Лисова.
- Памятная доска И. Лисову установлена в Витебске (2022)[9], на доме по ул. Кутузова (ранее — ул. Кривая), где родился и жил Герой.

## Комментарии
1. ↑  Первоначально, команда носила название: Спортивная команда армейского корпуса стратегического назначения (англ. Strategic Army Corps (STRAC) sport parachute team), с пунктом постоянной дислокации Форт-Брэгг (Северная Каролина)[2]